# Герцог де ла Палата

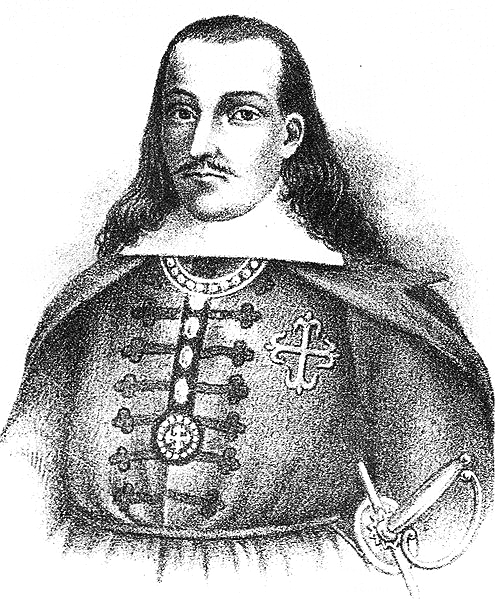
Мельчор де Наварра и Рокафуль, 2-й герцог-консорт де ла Палата (1626—1691), вице-король Перу (1681—1689).

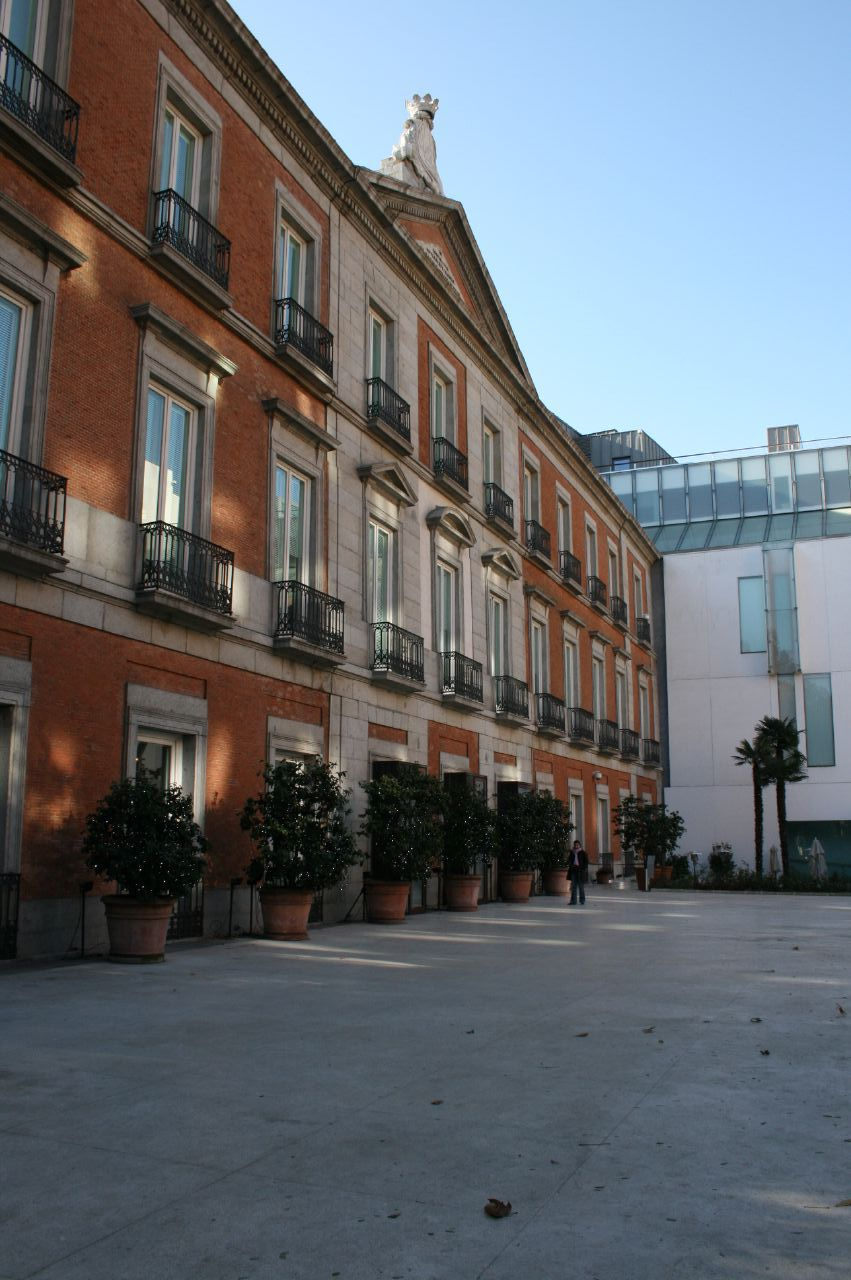
Дворец Вильяэрмоса, (Мадрид), резиденция герцогов де Вильяэрмоса и герцогов де ла Палата.

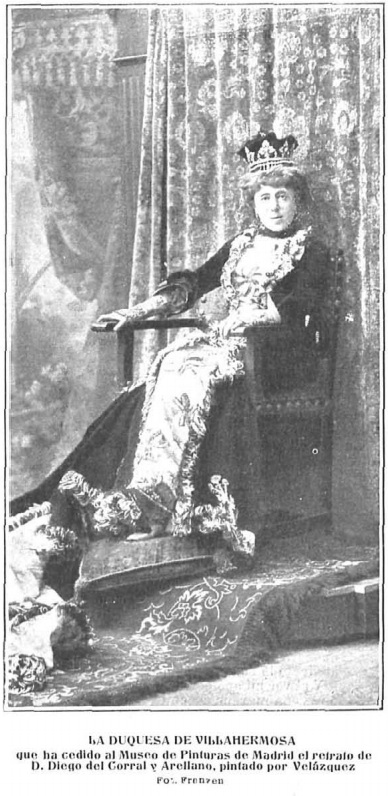
Мария дель Кармен де Арагон-Аслор и Идиакес, 15-я герцогиня де Вильяэрмоса, 10-я герцогиня де ла Палата

Герцог де ла Палата (исп. Duque de la Palata) — испанский аристократический титул. Он был создан 20 мая 1646 года королем Испании Филиппом IV для Франсиско Торальдо де Арагона, 1-го принца ди Массалубренсе (1585—1647), потомка короля Арагона и Неаполя Альфонсо V.
Франциско Торальдо де Арагон был сыном неаполитанских дворян Винченцо Торальдо д’Арагона и Дианы Филомарино.
Название герцогского титула происходит от названия итальянского муниципалитета Палата в провинции Кампобассо, область Молизе.

## Герцоги де ла Палата
|                                         | Титул | Период                      |
| Креация создана Филиппом IV             | Креация создана Филиппом IV | Креация создана Филиппом IV |
| --------------------------------------- | --- | --------------------------- |
| I                                       | Франсиско Торальдо де Арагон (1585—1647), сын Винченцо Торальдо д’Арагона и Дианы Филомарино | 1646-1647                   |
| II                                      | Франсиска Торальдо де Арагон и Фресса (1647—1724), единственная дочь предыдущего | 1647-1724                   |
| III                                     | Антонио Мельчор Фернандес де Ихар и Наварра де Арагон (ок. 1675 — 20 февраля 1734), сын Педро Луиса Фернандеса де Ихара и Фернандеса де Ихара, графа де Бельчите (ум. 1664), и Сесилии де Наварра и Рокафуль Торальто де Арагон, внук предыдущей                                                                      | 1724-1734                   |
| IV                                      | Франсиско Антонио Сапата де Калатаюд и Фернандес де Ихар (ум. 1754), сын Химена Переса Сапаты де Калатаюда и Чавеса, графа де Реаль и Синаркас (ум. 1743), и Франсиски Елены Квитерии Фернандес де Ихар (ум. 1709) | 1734- ?                     |
| V                                       | Мария Агустина Сапата де Калатаюд и Фернандес де Ихар, сестра предыдущего |                             |
| VI                                      | Хуан Пабло де Арагон-Аслор (24 января 1730 — 18 сентября 1790), старший сын Хуана Хосе де Аслора и Иордана де Уррьеса де Гурреа де Арагон Вирто де Вега и Кастро Пинос, 5-го графа де Гуара (1702—1748), и Инес Марии Сариты де Калатаюд Фернандес де Ихар де Чавес Наварра Рокафуль и Торальто де Арагон (1709—1733) | 1761 − 1790                 |
| VII                                     | Виктор Амадео де Арагон-Аслор и Пиньятелли (15 июля 1779 — 23 января 1792), старший сын предыдущего и Марии Мануэлы Пиньятелли де Арагон Гонзага Фернандес де Эредия и Караччоло (1754—1816) | 1790-1792                   |
| VIII                                    | Хосе Антонио де Арагон-Аслор и Пиньятелли де Арагон (21 октября 1785 — 2 мая 1852), младший брат предыдущего | 1792-1852                   |
| IX                                      | Марселино Педро де Арагон-Аслор и Фернандес де Кордова (7 июля 1815 — 14 октября 1888), старший сын предыдущего и Марии дель Кармен Фернандес де Кордова и Пачеко (1791—1851) | 1872-1888                   |
| X                                       | Мария дель Кармен де Арагон-Аслор и Идиакес (30 декабря 1841 — 5 ноября 1905), единственная дочь предыдущего и Марии дель Патросинио Хосефы де Идиакес и Корраль Карвахаль-и-Аслор (1822—1846) | 1888-1905                   |
| Креация восстановлена Хуаном Карлосом I | |                             |
| XI                                      | Мария дель Пилар Аслор де Арагон-и-Гильемас (1 октября 1908 — 7 августа 1996), старшая дочь Хосе Антонио Аслора де Арагона-и-Уртадо де Сальдивара, 17-го герцога де Вильяэрмоса (1873—1960), и Исабель Гиллемас и Каро, 11-й маркизы де Сан-Фелисес (1887—1967)                                                       | 1986-1989                   |
| XII                                     | Альфонсо де Урсаис-и-Аслор де Арагон (род. 14 июня 1937), старший сын предыдущей и Мариано де Урсаиса-и-Сильвы, графа дель Пуэрто (1904—1980) | 1989 — настоящее время      |